# Герб Зеленодольска (Татарстан)
Герб города Зеленодольск — административного центра Зеленодольского района Республики Татарстан Российской Федерации.
Герб Зеленодольска утверждён решением администрации города и района в марте 1998 года.
Герб внесён в Государственный геральдический регистр Российской Федерации под регистрационным номером 269.

## Описание герба
В зелёном поле на лазоревой оконечности, обременённой серебряном поясом и тонко окаймлённой тем же металлом, золотая ладья с серебряным парусом, обременённым положенным в перевязь золотым тонко окаймлённым червленью кадуцеем, имеющим вместо жезла молот.

## История герба
В 1994 году появилась первая геральдическая эмблема Зеленодольска на сувенирном значке. Она имела следующий вид: «В зелёном с темно-зелёной оконечностью щите золотое зубчатое колесо с золотым же колосом по окружности с шиповидной волнистой лазоревой оконечностью внутри кольца, обременённое серебряной летящей чайкой. В вольной части щита герб республики Татарстан».
Выпускались также сувенирные значки с изображением летящей чайки в венке из полушестерни и колоса на зелёном поле в верхней части щита, железнодорожной эмблемы на фоне белых и синих волн в нижней части щита. В пониженном поясе надпись «Зеленодольск»
Эмблемы официального утверждения не имели.
В марте 1998 года был утверждён герб Зеленодольска. Авторы герба — Михаил Деркунский (Каменск-Шахтинский), Сергей Когогин (Зеленодольск).
15 декабря 2006 года был утверждён герб Зеленодольского муниципального района.
Гербом района стал городской герб Зеленодольска образца 1998 года с оставлением порядкового номера 269 в Государственном геральдическом регистре.